# Дело самоубийцы
«Дело самоубийцы» (другие названия «Смертельно опасное дело», «Смертельный роман», англ. The Deadly Affair) — британский детектив режиссёра Сидни Люмета по дебютному роману Джона Ле Карре «Звонок покойнику» (англ. Call for the Dead, 1961). Премьера фильма состоялась в октябре 1966 года. Главные роли исполнили звёзды британского киноэкрана Джеймс Мэйсон, Гарри Эндрюс и Кеннет Хэйг.

## Сюжет
Чарльз Доббс, британский секретный агент, расследует дело о сомнительном самоубийстве Сэмюэля Феннана, чиновника из Министерства иностранных дел. Подозрение Доббса усиливается, когда в доме Феннанов на следующий день после трагедии раздаётся телефонный звонок. Вдова Эльза Феннан утверждает, что звонили ей, однако чувствуется, что она лжёт. Доббс уверен, что Эльза, прошедшая «лагеря смерти», знает разгадку.
Тем временем начальство приказывает Доббсу прекратить расследование. Тот в частном порядке просит отставного инспектора Менделя добыть ему нужные сведения. Вместе они раскрывают причастность некоторых лиц к этому делу. К тому же Доббс узнаёт, что его жена Энн изменяет ему с его бывшим коллегой Дитером Фреем, который использует любовную связь, чтобы знать обо всех ходах Доббса.

## В ролях
- Джеймс Мэйсон — Чарльз Доббс
- Гарри Эндрюс — инспектор Мендель
- Кеннет Хейг — Билл Эпплбай
- Харриет Андерссон — Энн Доббс
- Симона Синьоре — Эльза Феннан
- Максимилиан Шелл — Дитер Фрей
- Рой Киннир — Адам Скарр
- Макс Адриан — советник
- Линн Редгрейв — дева (англ. Virgin)
- Роберт Флеминг — Сэмюэль Феннан
- Лесли Сэндз — инспектор
- Корин Редгрейв — Дэвид

## Номинации
- 1968 — Премия BAFTA:
  - номинация на лучшего британского актёра — Джеймс Мэйсон[1]
  - номинация на лучшего оператора цветного фильма — Фредди Янг[2]
  - номинация на лучший британский фильм — Сидни Люмет[3]
  - номинация на лучший сценарий для британского фильма — Пол Ден[4]
  - номинация на лучшую иностранную актрису — Симона Синьоре[5]